# Бердянка (Омська область)
Бердянка (рос. Бердянка) — присілок у Азовському німецькому національному районі Омської області Російської Федерації.
Належить до муніципального утворення Азовське сільське поселення. Населення становить 259 осіб.

## Історія
Згідно із законом від 30 липня 2004 року органом місцевого самоврядування є Азовське сільське поселення.

## Населення
| 1926 | 2002 | 2010 |
| ---- | ---- | ---- |
| 658  | ↘254 | ↗259 |